# Meteoriopsis novoguinensis
Meteoriopsis novoguinensis är en bladmossart som beskrevs av Noguchi 1986. Meteoriopsis novoguinensis ingår i släktet Meteoriopsis och familjen Meteoriaceae. Inga underarter finns listade i Catalogue of Life.